# Claudio Cárcamo
Claudio Gregorio Cárcamo Órdenes (Angol, 7 de octubre de 1956) es un contador y político chileno. En su quehacer político ha sido alcalde de la comuna de Galvarino, Región de la Araucanía, entre 1994 y el 2000. También ha ejercido como consejero regional de la Araucanía.